# Can Trias (les Franqueses del Vallès)
Can Trias és un conjunt d'edificis d'estructura complexa al municipi de les Franqueses del Vallès (Vallès Oriental) catalogats l'Inventari del Patrimoni Arquitectònic de Catalunya. La casa apareix en diversa documentació guardada a la parròquia amb anterioritat al s. XIII. Sembla que la casa es va construir el s. XVI. En aquest moment tenim documentat a Agostí Riambau a través del fogatge del 1553. Les característiques constructives i l'estil arquitectònic correspon a aquesta època. Hi ha, però, molts afegits difícils de datar. A principis del s. XX es va construir la capella de la Mare de Déu. Entre el 1948-1950 es van fer importants reformes interiors i es va restaurar la façana, i a més es va construir la nova masoveria, ja que anteriorment estava dins la casa principal. Aquesta reforma es va fer mentre era propietat de la família Trias de Bes. Els propietaris actuals són la família Roca de Castellvell.
El cos principal, orientat a migdia, és de planta rectangular. El carener és paral·lel a la façana de manera que els dos vessants de la coberta cauen al davant i al darrere. Consta de planta, pis i golfa. Portal d'arc de mig punt adovellat, quatre finestres gòtiques d'arc el·líptic i una eixida a l'última planta. Al davant hi ha una galeria d'arcs de mig punt que junt amb la capella i un tros de mur formen un barri tancat. A la dreta hi ha diversos cossos adossats que formen la masoveria de nova planta. A l'esquerra se situa una petita capella de nau única i absis circular i noves dependències annexes al cos antic.
Quatre obertures situades al pis principal de la façana de migdia. Tenen forma rectangular i un ampit de poc voladís. Les bases presenten una decoració geomètrica de la que surten fines columnetes adossades al marc. Al seu damunt hi ha petits capitells, alguns en forma de cap, dels que arrenquen els arcs, tres de punt rodó amb decoracions florals formant una mena de calats típicament gòtics, i una amb arc conopial. Presenten trencaaigües acabat en una mena de cul de llàntia on es representen diferents figures amb diferents postures.